# Oberjacking
Oberjacking ist ein Gemeindeteil der Gemeinde Tiefenbach im niederbayerischen Landkreis Passau.

## Lage
Die Einöde Oberjacking liegt einen Kilometer südöstlich von Tiefenbach an der Bundesstraße 85 auf einer Bergkuppe. Vier Linden beherrschen das Ortsbild. Bis zur Entlastung vom Durchgangsverkehr durch den Bau der Umgehungsstraße führte die B 85 direkt durch den Ort. Im Südosten liegt Unterjacking, mit dem zusammen Oberjacking meist einfach als „Jacking“ bezeichnet wird.

## Geschichte
Der Ortsname leitet sich von dem Personennamen Jacho oder Jacko ab. Die erste urkundliche Erwähnung Jackings stammt aus dem Jahre 1150, die zweite vom Jahre 1190. Das Gut zu Jaking gehörte 1392 zur Grafschaft Hals. Es war ein Lehen des Johanns, Landgrafen zu Leutenberig (Landgrafen von Leuchtenberg) und Grafen zu Halls und lag im Gericht Winnberg.
Im Jahr 1545 war das Kloster Niedernburg Grundherr der Ortschaft Jacking. Im „Urbar oder Stüfftbuch des Landgerichts Abtey“ findet sich ein erster Hinweis auf einen Wirt Urban Kholler und eine Tafern (Wirtshaus) in Jacking. Nach 1545 erscheint Jacking zum Beispiel 1661 bis 1670 im Zehentbuch der Pfarrei Tiefenbach.
Oberjacking gehörte zur Obmannschaft Moos im Landgericht-Oberhausischen Amt Hacklberg des Hochstiftes Passau. Nach dessen Auflösung kam es mit dem ersten Gemeindeedikt 1808 zum Steuerdistrikt Tiefenbach, aus dem die Gemeinde Tiefenbach hervorging.
Nachweisbare Wirte in Jacking waren die Familien Haider, Seydl und Hauser. Das entsprechende Anwesen Oberjacking, Hausnummer 1 erwarb Michael Knott  am 9. April 1898.
Im Bereich des Gasthofs Knott gegenüber den vier Linden fanden Laubhütten- und Lindenfeste statt, wurde der „Tag des Baumes“ gefeiert und findet das traditionelle Maibaumaufstellen des Volkstrachtenvereins Jacking statt.
Der Gasthof wurde seit 1958 von Johann Knott und dessen Ehefrau Franziska weitergeführt. Die neue Wirtin von Jacking ist seit 2004 deren Tochter Johanna Knott.
Zum Stichtag der Volkszählung am 25. Mai 1987 hatte Oberjacking 11 Einwohner in zwei Gebäuden mit Wohnraum bzw. zwei Wohnungen.

## Sehenswürdigkeiten
- Vier Dorflinden, darunter das Naturdenkmal Jackinger Linde. Dieser Baum musste Anfang März 2015 krankheitsbedingt gefällt werden.[2] Die Jackinger Linde war bis dahin das älteste Naturdenkmal im Landkreis Passau. Das genaue Alter des Baumes ist unbekannt, Schätzungen schwanken zwischen 300 und 800 Jahren. Der seit 1984 verliehene Kulturpreis der Gemeinde Tiefenbach ist nach dem Vorbild des Baumes in Form silberner Lindenblätter gestaltet.

## Vereine
- Volkstrachtenverein Jacking e. V., gegründet am 6. Januar 1924 als Gebirgstrachtenverein Almarausch, später Volkstrachtenverein Almarausch Jacking, jetzt Volkstrachtenverein Jacking. Zum Verein gehören eine Kindertanzgruppe, Jugendtanzgruppe, Goaßlschnalzergruppe, Theatergruppe und die Sängerinnen Jackinger Dirndl.